# VEB Gerätewerk Friedrichshagen

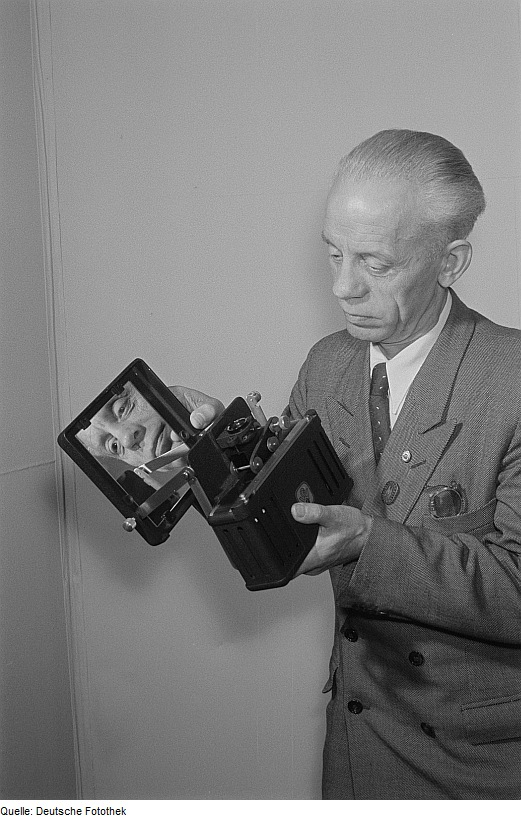
Präsentation einer einfaltbaren Leselampe des VEB Gerätewerks auf der Leipziger Herbstmesse 1954

Der VEB Gerätewerk Friedrichshagen („GWF“) war ein auf die Produktion von Film- und Projektionstechnik spezialisiertes DDR-Unternehmen.

## Geschichte
Als Firma H. Grau („Hegra“) wurde 1898 in der Wilhelmstraße 4–9 (heute Wassersportallee) in Berlin-Friedrichshagen durch Hermann Grau eine Metallwarenfabrik gegründet. Dieses Unternehmen fertigte ab Mitte der 1920er Jahre Einzelteile für Radioempfänger. Hauptprodukt waren Lautsprecher. Während des Zweiten Weltkriegs wurden Rüstungsgüter hergestellt. Nach Ende des Krieges wurde das Unternehmen demontiert und der Treuhandverwaltung übergeben. 1949 folgte die Enteignung.
Ab 1950 lautete die Firma VEB Gerätewerk Friedrichshagen. Das Unternehmen war in der Peter-Hille-Straße 111 in Berlin-Friedrichshagen angesiedelt.
Anfang der 1950er Jahre unterstand der VEB dem Ministerium für Leichtindustrie (MfLI), Hauptverwaltung (HV) Feinmechanik und Optik. 1954 klagte das DEFA-Studio für Wochenschau und Dokumentarfilme: „Den Anstrengungen der DEFA (ist) es bisher nicht gelungen, unsere Industrie für die Anfertigung der erforderlichen Apparaturen zu interessieren. Die Beschaffung aus Westdeutschland und dem Ausland ergab in jedem Jahr große Schwierigkeiten.“ Die DEFA hatte daher im DEFA-Studio für Spielfilme ein Konstruktionsbüro und eine Werkstatt für Anlagenbau eingerichtet; auch in anderen DEFA-Studios gab es Werkstätten. Im Jahr darauf kam es zu einer wichtigen Organisationsänderung, um eine zentralisierte Produktion von Filmtechnik zu erreichen. Das Gerätewerk Friedrichshagen wurde mit einem Konstruktionsbüro der HV Feinmechanik und Optik (Ministerium für Maschinenbau) der Technischen Leitung der DEFA unterstellt. Der Betrieb war damit der Hauptverwaltung Film im Ministerium für Kultur angegliedert und firmierte fortan als VEB DEFA-Gerätewerk. Der Technischen Leitung der DEFA unterstand das Gerätewerk Friedrichshagen bis 1963.
Innerhalb weniger Jahre wurde der Eigenbedarf an Filmtechnik gedeckt und es wurden dann andere Produkte entwickelt und hergestellt. Da nun vorwiegend aus Sicht der DEFA „betriebsfremd“ produziert wurde, wurde das Gerätewerk 1964 dem VEB Pentacon Kamera- und Kinowerke Dresden zugeordnet. Das Werk in der Peter-Hille-Straße 111 setzte als „Betriebsteil 6“ (auch „Objekt 6“) von Pentacon die Produktion fort. Die Verantwortung wechselte damit 1965 wieder in den industriellen Bereich, d. h. nun auf die VVB Regelungstechnik, Gerätebau und Optik.
Die seit 1991 weitgehend leerstehenden Gebäude der Pentacon / Gerätwerk Friedrichshagen in der Peter-Hille-Straße wurden im Jahr 2000 weitgehend zu Gunsten „hochwertigen Wohnungsbaus“ abgerissen.

## Entwicklung und Produktion
Der VEB Gerätewerk Friedrichshagen übernahm noch vor Angliederung an die DEFA die Produktion von Diaprojektoren („Filius“, „Jubilar“) von der ebenfalls verstaatlichen Filmosto. Eine Eigenproduktion war der bekannte, seit 1960 in Serie produzierte Muck-Projektor für 8-mm-Filme.
Der VEB DEFA Gerätewerk spielte eine wichtige Rolle beim Versuch, ab 1959 die sowjetische 70-mm-Technik für Filme in Deutschland zu etablieren. Das Werk war einbezogen in die Eigenproduktion des erforderlichen Geräts. Der Beschluss zur Vorführung von 70-mm-Filmen in der DDR wurde 1962 gefasst, der Beschluss zur Filmproduktion 1964. Der Versuch scheiterte jedoch aufgrund unverhältnismäßig hoher Kosten.